# Томпсон, Крэйг
Крэйг Томпсон (англ. Craig Thompson; род. 21 сентября 1975 года, Траверс-Сити, Мичиган, США) — автор комиксов, наиболее известный следующими работами: Good-bye, Chunky Rice (1999), Одеяла (2003), Carnet de Voyage (2004), Habibi (2011), Космические лепёшки (2015).

## Биография
Крэйг Томпсон родился в Траверс-Сити, штате Мичиган, рос вместе со своими братом и сестрой в сельской местности близ Маратона, штат Висконсин в семье христианских фундаменталистов. Его отец был водопроводчиком, а мать чередовала работу помощницы выездной медсестры для инвалидов с ведением домашнего хозяйства. Такие медиа, как кино и телепередачи смотрелись детьми либо в присутствии родителей, либо были полностью запрещены ими. Из музыки разрешалась только христианская. Единственным свободным доступом к искусству для маленького Крэйга были комиксы и газетные стрипы. Братья особо полюбили чёрно-белые независимые комиксы, такие как Черепашки-ниндзя, и DIY этику, приверженцами которой они со временем стали.
В старших классах школы Томпсон мечтал стать художником или кинематографистом. Он поступил в университет Висконсина, но проучился там только три семестра, в течение которых начал рисовать стрипы для университетской газеты. Позднее Крэйг говорил: «Я просто влюбился в комиксы. Они удовлетворяли все мои творческие потребности: я мог рисовать мультфильмы и рассказывать истории, но у меня также был полный контроль над процессом, и я не был простым винтиком в какой-то машине». После семестра в Милуокском институте искусства и дизайна Томпсон покинул родной город в 1997 году и поселился в Портленде, штат Орегон.

## Карьера
Томпсон недолго проработал в Dark Horse Comics, рисуя рекламу, логотипы и создавая дизайн для упаковок игрушек, параллельно Крэйг работал над собственными проектами по ночам. После того, как у Томпсона развился тендинит, он принимает решение уйти из Dark Horse и тратить своё время на собственные работы.
Дебютной работой Крэйга стал полу-автобиографический комикс Good-bye, Chunky Rice (1999), который был вдохновлён его переездом в Портленд, а также творчеством Джима Хенсона, Доктора Съюза и Тима Бёртона. За Chunky Rice Томпсон получил премию Харви в 2000 году, как лучший новый талант, а также был номинирован на премию Ignatz, как выдающийся художник. После Chunky Rice последовало несколько мини-комиксов: Bible Doodles (2000) и Doot Doot Garden (2001).
В конце 1999 года Томпсон начал работать над автобиографическим комиксом Одеяла, опубликованный в 2003 году комикс снискал признание критиков. Журнал Time назвал Одеяла графической новеллой номер один 2003 года. Томпсон получил за Одеяла две премии Айснера, три премии Харви, и две премии Ignatz.
По мнению Томпсона успех Одеял был обусловлен тем, что он пошёл против преобладающих циничных и нигилистических тенденций в среде альтернативных комиксов того времени. В результате Одеяла быстро подняли Томпсона в топ американских авторов комиксов, как по мнению читателей, так и критиков. Лауреат Пулитцеровской премии Арт Шпигельман отправил Томпсону длинное письмо с благодарностью за Одеяла, а Эдди Кэмпбелл даже в шутку пообещал сломать Томпсону пальцы. Несмотря на то, что Одеяла открыли Крэйгу путь к творческому признанию, они же послужили причиной ухудшения отношений автора с его родителями на несколько лет, так как в книге Томпсон по сути признавался в том, что больше не считает себя христианином.
За Одеялами последовала новая работа Томпсона Carnet de Voyage (2004), которая являлась графическим травелогом. Carnet de Voyage была номинирована на две премии Ignatz.
В конце 2004 года Томпсон начинает работу над комиксом Habibi, впоследствии опубликованным издательством Pantheon в сентябре 2011 года. Комикс был создан под влиянием арабской каллиграфии и исламской мифологии. Книга была высоко оценена такими СМИ, как: Time, Elle, Financial Times, Salon, The Independent, NPR, The Millions, Graphic Novel Reporter и The Harvard Crimson. Другие обозреватели, такие как Майкл Фабер из The Guardian и Чарльз Хэтфилд (The Comics Journal) отмечали высокое качество визуального языка Томпсона, использование разнообразных восточных мотивов, повествовательных параллелей, в меру запутанный сюжет, а также негативно высказались по поводу длины книги и высокой степени сексуального насилия в отношении главных героев.

### Стиль и влияние

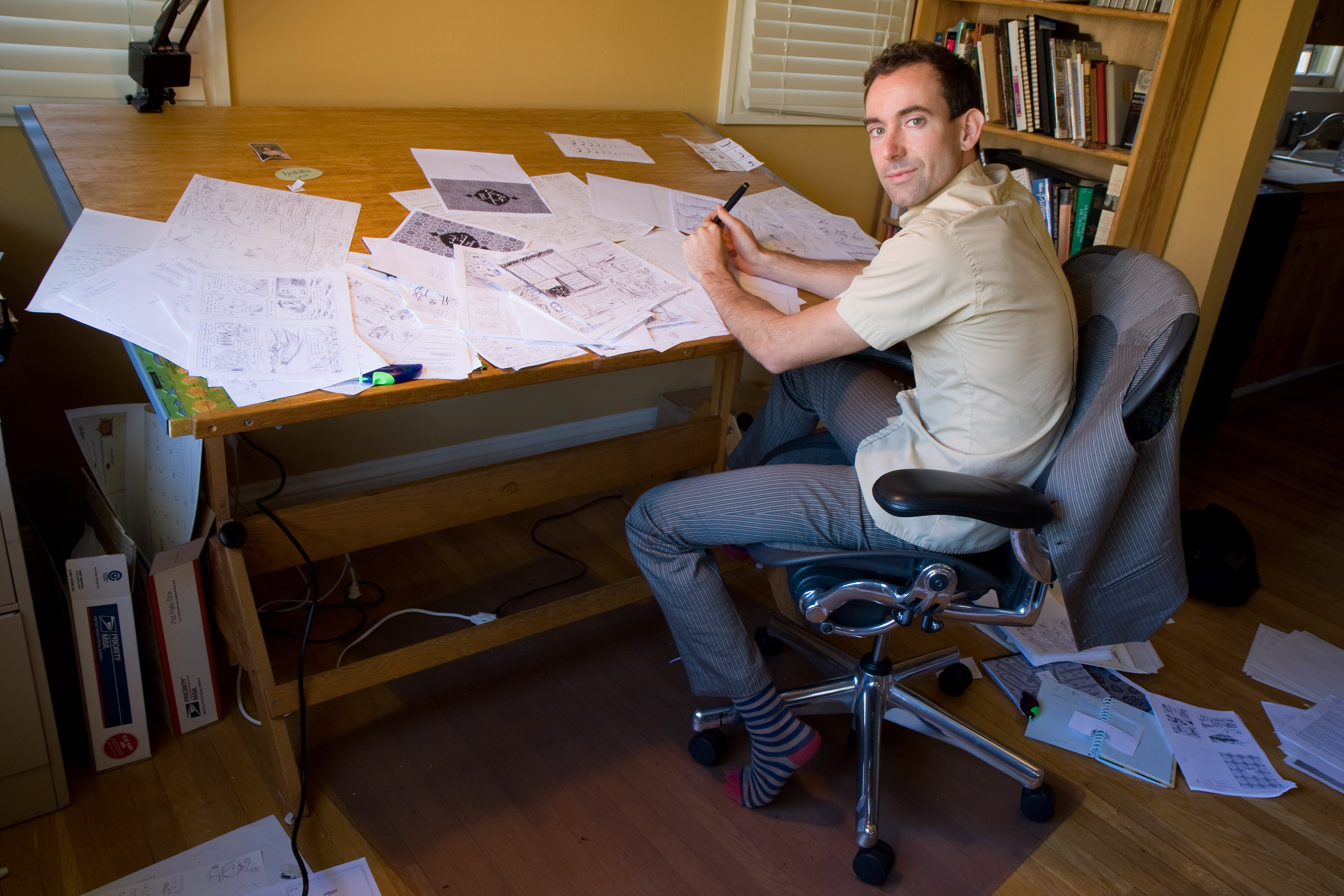
Томпсон за своим рабочим столом, 2009 год

Крэйг Томпсон признал влияние на свой стиль таких художников, как: Taro Yashima, Daniel Clowes, Chris Ware и Joe Sacco. Томпсон рассказывал, что в процессе создания композиции страницы изначально составляются «в очень неразборчивой манере, представляющей подобие стенограммы, где слова и образы сливаются в инопланетные каракули… Я работаю со словами и образами с самого начала, но образ может быть неотличим от буквы, потому что они оба лишь набор штрихов на бумаге.» Затем Крэйг перерисовывает получившиеся скетчи в «подробный эскиз, нарисованный четким почерком, благодаря этому я могу вернуться назад и произвести необходимые правки.» Даже в своих объёмных работах Томпсон отрисовывает черновик всей книги шариковой ручкой, и только после этого приступает к созданию финальной версии.

### Комиксы
- Good-bye, Chunky Rice[англ.] (1999)
- Одеяла[англ.] (2003)
- Carnet de Voyage[англ.] (2004)
- Habibi[англ.] (2011)
- Космические лепёшки (2015)
- Ginseng Roots (2019)[23]

### Мини-комиксы
- Bible Doodles (2000)
- Doot Doot Garden (2001)[24]